# 日蝕 (馬)

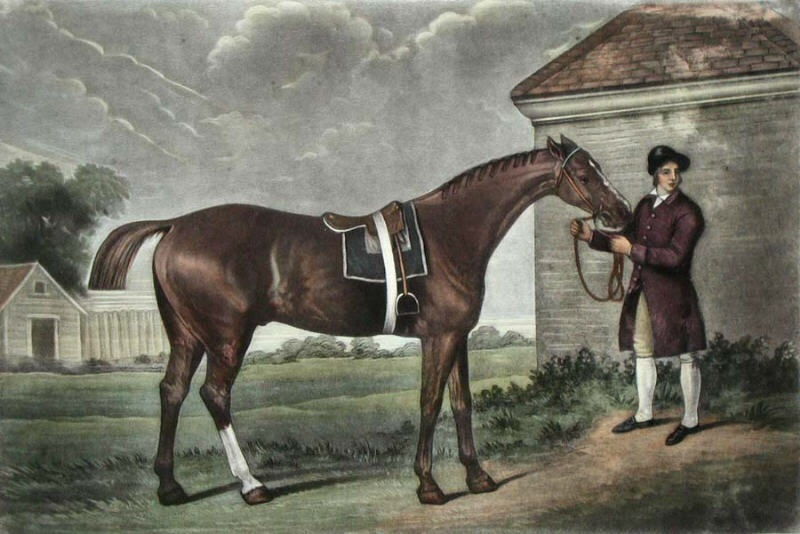
日蝕

日蝕（Eclipse、1764年4月1日 - 1789年2月26日）是一匹英國競賽馬，現時超過90％的純種馬父線的始祖。
日蝕1764年出生於英國，父系是Marske，母系是Spilletta，他亦是達利阿拉伯（Darley Arabian）的玄孫。出生時日食、便以此天文現象為此駒命名。日蝕5-6歲出戰26仗全勝。孕育出344匹賽馬冠軍子嗣、11屆英愛地區亞軍種馬。
此馬就是“一馬當先，萬馬無光。”（"Eclipse first and the rest nowhere."）這名句的來源。
1789年2月26日，日蝕因疝痛死亡。